# Rasel
Rasel (* 23. Dezember 1982 in Sevilla; eigentlicher Name Rafael Abad Anselmo) ist ein spanischer R&B-Sänger und Rapper.

## Biografie
2009 trat Rasel erstmals mit seinem Debütalbum Publicidad engañosa in Erscheinung. Melendi, der mit seiner Schwester Damaris Abad, bekannt als La Dama, verheiratet ist, lud ihn 2012 ein, sich an der Benefizsingle Cuestión de prioridades por el Cuerno de África für die spanische Afrikahilfeaktion Save the Children zu beteiligen. Zusammen mit fünf weiteren Musikern hatte er damit 2012 seine erste Chartplatzierung. Drei Monate später konnte er mit der gemeinsamen Single mit Carlos Baute mit dem Titel Me pones tierno seinen ersten eigenen Hit bis auf Platz 6 der spanischen Charts bringen. Das Lied erreichte Gold-Status. und wurde bei YouTube fast fünf Millionen Mal als Video abgerufen.
Das zweite Album von Rasel mit dem Titel Magnético erschien ein Jahr später und kam unter die Top 50 der Albumcharts.

## Diskografie
Alben
- Publicidad engañosa (2009)
- Magnético (2013)

Lieder
Text und Musik stammen, wenn nicht anders angegeben von Rafael Abad Anselmo.
- Del amor al odio, 2007 OCLC 435847828
- Glamour, 2007 OCLC 435847829
- Yo, 2007 OCLC 435847831
- Vivienda digna, 2007 OCLC 435847832
- Son cubano, 2007 OCLC 435847834
- Que no se te suba, 2007 OCLC 435847835
- Publicidad engañosa, 2007 OCLC 435847836
- Operación Macario, 2007 OCLC 435847838
- Muchos son los versos, llegó el poeta, 2007 OCLC 435942992
- Chico de Barrio, 2007 OCLC 435942993
- Let's dance vamos a bailar, Text und Musik von Rafael Abad Anselmo und Noel Pastor Madueño, 2012 OCLC 864120804
- Me pones tierno (Rasel & Baute, 2012)
- Close your eyes, 2013 OCLC 892541004
- Humanidad, 2013 OCLC 892541113
- Mamá, 2013 OCLC 892541144
- Óyeme, 2013 OCLC 892541191
- Pido a Dios, 2013 OCLC 892541193
- Por qué, 2013 OCLC 892541209
- Sácalo, 2013 OCLC 892542565
- Viven, 2013 OCLC 892542575
- Éstas to buena, 2013 Text und Musik von Rafael Abad Anselmo, Noel Pastor und Henry Antonio Méndez OCLC 989152142
- La cartita, Rasel y Keen Levy, 2021

Gastbeiträge
- Cuestión de prioridades por el Cuerno de África / Melendi feat. Dani Martín, Pablo Alborán, La Dama, Rasel, Malú y Carlos Baute (2012)
- Hace calor 2015 / Estilo Libre featuring Rasel (2015)